# Prontuario di vocaboli
Il Prontuario di vocaboli attenenti a parecchie arti, ad alcuni mestieri, a cose domestiche e altre di uso comune, fu pubblicato a Torino in tre parti tra il 1846 e il 1860.
Costituisce il lavoro più importante realizzato da Giacinto Carena e che meglio sintetizza gli eclettici interessi dell'autore. L'opera, un vocabolario metodico dedicato alla terminologia tecnica e pratica, si compone di tre parti indipendenti: un Vocabolario Domestico, un Vocabolario d'arti e mestieri, ed una terza parte intitolata Parte Postuma contenente il vocabolario dei veicoli su terra, e dei veicoli su acqua, e frammenti relativi ai vocaboli mercantili, alla Zecca, ed al cavalcare.
Al loro interno il materiale lessicale non è presentato secondo il tradizionale ordine alfabetico, ma appare suddiviso in categorie logiche generali (es.: «Del vestire e delle sue accompagnature»; «Dell'abitare»; «Del mangiare e del bere»; ecc.). Entro ognuna di esse, le voci procedono sistematicamente dai concetti più generali fino ai più particolari (es.: «camicia – camicia da uomo – collo – colletto – spalla – maniche, ecc.») in una catena sequenziale potenzialmente infinita. All'inizio di ogni sezione concettuale l'autore riporta entro una tavola sinottica, denominata «indice metodico», l'esatta disposizione delle voci: osservando tali schemi, «felice connubio tra chiarezza mentale e chiarezza tipografica» , è possibile cogliere, d'un colpo d'occhio, tutti i vari vincoli di derivazione esistenti tra le idee.
L'ordinamento metodico adottato dal Carena risponde pienamente all'esigenza, ormai sempre più impellente in un Paese che si accingeva all'unificazione politica e linguistica, di conoscere non il significato o la definizione di una parola, ma il termine “nazionale” per designare un'idea, uno strumento, un oggetto qualsiasi della vita quotidiana. In altri termini, il Prontuario di vocaboli del Carena permette al lettore di conoscere il significante (cioè il termine) a partire dal significato, e non viceversa.
Nella scelta della terminologia tecnica e pratica il Carena fa riferimento, in linea generale, al modello linguistico offerto dal fiorentino contemporaneo, rompendo così «l'abitudine di assumere come fonte lessicografica esclusiva l'uso scritto della lingua» , e impegnandosi a raccogliere «nelle case e nelle botteghe [...] ogni più avverata e ferma denominazione di tante cose usuali e necessarissime» .
Pur privilegiando l'uso fiorentino, l'autore non di rado accoglie geosinonimi tratti da altri dialetti toscani o italiani, attirandosi così il rimprovero di Alessandro Manzoni. Nella famosa Lettera al Sig. Cavaliere Consigliere Giacinto Carena s:Lettera a Giacinto Carena del 26 febbraio 1847, il Manzoni scrive: «E oso concludere che se, in questo caso e in qualche altro, Ella si fosse ristretta al solo uso di Firenze, e s'intende l'uso attuale e vivente, ci avrebbe, anche in que' casi, come nella più parte, data la cosa di cui abbiamo bisogno: un vocabolo da prendere, e non de' vocaboli tra i quali scegliere. Che questa facoltà di scegliere è appunto la nostra miseria: è la conseguenza del non avere, come la facoltà di congetturare è la conseguenza del non sapere» (A. Manzoni, Opere varie, 1850).